# Raja cervigoni
Raja cervigoni är en rockeart som beskrevs av Bigelow och Schroeder 1964. Raja cervigoni ingår i släktet Raja och familjen egentliga rockor. IUCN kategoriserar arten globalt som nära hotad. Inga underarter finns listade i Catalogue of Life.